# M&T Bank Стедіум
M&T Bank Стедіум (англ. M&T Bank Стедіум) — американський спортивний стадіон, розташований у місті Балтимор, штат Меріленд. Стадіон приймає домашні ігри команди Національної футбольної ліги Балтимор Райвенс.